# Heinz Vollmar
Heinz Vollmar (ur. 26 kwietnia 1936 w St. Ingbert, zm. 12 października 1987 w St. Ingbert) – niemiecki piłkarz występujący na pozycji napastnika.

## Kariera klubowa
Vollmar zawodową karierę rozpoczynał w 1954 roku w klubie SV Sankt Ingbert. W 1959 roku trafił do zespołu 1. FC Saarbrücken. W Oberlidze Südwest Nord zadebiutował 16 sierpnia 1959 w wygranym 5:1 meczu z TuRa Ludwigshafen. Od sezonu 1963/1964 startował z klubem w rozgrywkach Bundesligi. Zadebiutował w niej 24 sierpnia 1963 w przegranym 0:2 meczu z 1. FC Saarbrücken. 12 października 1963 w przegranym 2:4 spotkaniu z 1. FC Kaiserslautern zdobył pierwszą bramkę w trakcie gry w Bundeslidze. W 1964 roku spadł z klubem do Regionalligi. W 1965 roku zakończył karierę.

## Kariera reprezentacyjna
W latach 1955–1956 Vollmar rozegrał 4 spotkania i zdobył 4 bramki w reprezentacji Saary. W reprezentacji RFN zadebiutował 30 czerwca 1956 w zremisowanym 2:2 towarzyskim meczu ze Szwecją. 23 grudnia 1956 w wygranym 4:1 towarzyskim meczu z Belgią strzelił pierwszego gola w drużynie narodowej. Po raz ostatni w kadrze zagrał 8 marca 1961 w wygranym 1:0 towarzyskim pojedynku z Belgią. W 1962 roku został powołany do kadry na Mistrzostwa Świata. Nie zagrał na nich jednak ani razu. Tamten turniej Niemcy zakończyli na ćwierćfinale. W latach 1956–1961 drużynie narodowej rozegrał w sumie 12 spotkań i zdobył 3 bramki.